# Rio di San Felice
Il Rio di San Felice si trova in Sestiere di Cannaregio, in prossimità di Campo San Felice e collega il Canal Grande con Rio di Santa Sofia e Rio della Misericordia.

## Etimologia e storia
Il nome è dettato dalla vicina Chiesa di San Felice, costruita nel 960 dal casato patrizio Gallina.
Nella zona abitava Marcantonio Bragadin, barbaramente trucidato dai turchi nel corso dell'assedio di Famagosta nel 1571, le cui spoglie mortali sono conservate nella Basilica dei Santi Giovanni e Paolo.
Curiosa appare la presenza lungo questo rio di un ponte medievale, l'unico superstite a Venezia senza parapetti laterali, il Ponte del Chiodo.